# TCR Middle East Series 2017
La stagione 2017 delle TCR Middle East Series è stata la prima edizione del campionato cadetto delle TCR International Series. È iniziata il 13 gennaio a Dubai ed è terminata l'11 marzo in Bahrain. Josh Files, su Honda Civic TCR, si è aggiudicato il titolo piloti pur non partecipando alla gara inaugurale, mentre il Liqui Moly Team Engstler si è aggiudicato il titolo scuderie.

## Piloti e scuderie
| Scuderia                 | Vettura                  | #   | Pilota            | Gare |
| ------------------------ | ------------------------ | --- | ----------------- | ---- |
| Liqui Moly Team Engstler | Volkswagen Golf GTI TCR  | 7   | Stefan Goede      | 1-2  |
| Liqui Moly Team Engstler | Volkswagen Golf GTI TCR  | 8   | Luca Engstler     | 1-3  |
| Liqui Moly Team Engstler | Volkswagen Golf GTI TCR  | 9   | Maťo Homola       | 1    |
| Liqui Moly Team Engstler | Volkswagen Golf GTI TCR  | 10  | Giacomo Altoè     | 3    |
| Liqui Moly Team Engstler | Volkswagen Golf GTI TCR  | 11  | Filip Sládecka    | 1    |
| Liqui Moly Team Engstler | Volkswagen Golf GTI TCR  | 46  | Brandon Gdovic    | 1-3  |
| Top Run Motorsport       | Subaru WRX STi TCR       | 10  | Giacomo Altoè     | 2    |
| Top Run Motorsport       | Subaru WRX STi TCR       | 12  | Luigi Ferrara     | 1    |
| Mulsanne Racing          | Alfa Romeo Giulietta TCR | 16  | Davit Kajaia      | 2-3  |
| Mulsanne Racing          | Alfa Romeo Giulietta TCR | 88  | Michela Cerruti   | 1    |
| Lap57 Motorsports        | Honda Civic TCR          | 57  | Mohammed Al-Owais | 2    |
| Lap57 Motorsports        | Honda Civic TCR          | 99  | Josh Files        | 2-3  |
| CadSpeed Racing          | Audi RS3 LMS TCR         | 108 | James Kaye        | 1    |
| Red Camel-Jordans.nl     | SEAT León TCR            | 303 | Kane Astin        | 1    |

## Calendario
| Gara | Gara | Circuito                      | Data        | Supporto                                                 |
| ---- | ---- | ----------------------------- | ----------- | -------------------------------------------------------- |
| 1    | G1   | Dubai Autodrome               | 13 gennaio  | 24 Ore di Dubai                                          |
| 1    | G2   | Dubai Autodrome               | 13 gennaio  | 24 Ore di Dubai                                          |
| 2    | G3   | Circuito di Yas Marina        | 11 febbraio | Yas Racing Series TRD 86 Cup Porsche GT3 Cup Middle East |
| 2    | G4   | Circuito di Yas Marina        | 11 febbraio | Yas Racing Series TRD 86 Cup Porsche GT3 Cup Middle East |
| 3    | G5   | Bahrain International Circuit | 11 marzo    |                                                          |
| 3    | G6   | Bahrain International Circuit | 11 marzo    |                                                          |

## Risultati e classifiche

### Gare
| Rnd. | Rnd. | Circuito  | Pole position | Giro veloce  | Pilota vincitore | Scuderia vincitrice      |
| ---- | ---- | --------- | ------------- | ------------ | ---------------- | ------------------------ |
| 1    | 1    | Dubai     | Luca Engstler | Maťo Homola  | Luca Engstler    | Liqui Moly Team Engstler |
| 1    | 2    | Dubai     |               | Maťo Homola  | Brandon Gdovic   | Liqui Moly Team Engstler |
| 2    | 3    | Abu Dhabi | Josh Files    | Josh Files   | Josh Files       | Lap57 Motorsports        |
| 2    | 4    | Abu Dhabi |               | Josh Files   | Josh Files       | Lap57 Motorsports        |
| 3    | 5    | Bahrain   | Josh Files    | Josh Files   | Josh Files       | Lap57 Motorsports        |
| 3    | 6    | Bahrain   |               | Davit Kajaia | Josh Files       | Lap57 Motorsports        |

### Classifiche

#### Classifica piloti
| Pos. | Pilota            | DUB | DUB | YMA | YMA | BHR | BHR | Punti |
| ---- | ----------------- | --- | --- | --- | --- | --- | --- | ----- |
| 1    | Josh Files        |     |     | 1   | 1   | 1   | 1   | 110   |
| 2    | Brandon Gdovic    | 3   | 1   | 4   | 4   | 2   | 2   | 105   |
| 3    | Luca Engstler     | 1   | 6   | 6   | 3   | 3   | Rit | 79    |
| 4    | Davit Kajaia      |     |     | 2   | 2   | NP  | 4†  | 56    |
| 5    | Giacomo Altoè     |     |     | 3   | NP  | 4   | 3   | 46    |
| 6    | Stefan Goede      | 5   | 4   | 7   | 5   |     |     | 38    |
| 7    | Maťo Homola       | 4   | 2   |     |     |     |     | 30    |
| 8    | James Kaye        | 5   | 4   |     |     |     |     | 22    |
| 9    | Michela Cerruti   | 2   | Rit |     |     |     |     | 19    |
| 10   | Filip Sládecka    | 8   | 3   |     |     |     |     | 19    |
| 11   | Mohammed Al-Owais |     |     | 5   | Rit |     |     | 11    |
| 12   | Kane Astin        | 7   | Rit |     |     |     |     | 6     |
| 13   | Luigi Ferrara     | Rit | NP  |     |     |     |     | 2     |
| Pos. | Pilota            | DUB | DUB | YMA | YMA | BHR | BHR | Punti |

| Colore  | Risultato             |
| ------- | --------------------- |
| Oro     | Vincitore             |
| Argento | 2º posto              |
| Bronzo  | 3º posto              |
| Verde   | Finito a punti        |
| Blu     | Finito senza punti    |
| Viola   | Ritirato (Rit)        |
| Viola   | Non classificato (NC) |
| Rosso   | Non qualificato (NQ)  |
| Nero    | Squalificato (SQ)     |
| Bianco  | Non partito (NP)      |
| Bianco  | Non ha gareggiato     |
| Bianco  | Infortunato (INF)     |
| Bianco  | Escluso (ES)          |
| Bianco  | Gara cancellata (C)   |

#### Classifica scuderie
| Pos. | Scuderia                 | DUB | DUB | YMA | YMA | BHR | BHR | Punti |
| ---- | ------------------------ | --- | --- | --- | --- | --- | --- | ----- |
| 1    | Liqui Moly Team Engstler | 1   | 1   | 4   | 3   | 2   | 2   | 210   |
| 1    | Liqui Moly Team Engstler | 3   | 2   | 6   | 4   | 3   | 3   | 210   |
| 2    | Lap57 Motorsports        |     |     | 1   | 1   | 1   | 1   | 121   |
| 2    | Lap57 Motorsports        |     |     | 5   | Rit |     |     | 121   |
| 3    | Mulsanne Racing          | 2   | Rit | 2   | 2   | NP  | 4†  | 76    |
| 4    | CadSpeed Racing          | 5   | 4   |     |     |     |     | 28    |
| 5    | Top Run Motorsport       | Rit | NP  | 3   | NP  |     |     | 21    |
| 6    | Red Camel-Jordans.nl     | 7   | Rit |     |     |     |     | 10    |
| Pos. | Scuderia                 | DUB | DUB | YMA | YMA | BHR | BHR | Punti |

| Colore  | Risultato             |
| ------- | --------------------- |
| Oro     | Vincitore             |
| Argento | 2º posto              |
| Bronzo  | 3º posto              |
| Verde   | Finito a punti        |
| Blu     | Finito senza punti    |
| Viola   | Ritirato (Rit)        |
| Viola   | Non classificato (NC) |
| Rosso   | Non qualificato (NQ)  |
| Nero    | Squalificato (SQ)     |
| Bianco  | Non partito (NP)      |
| Bianco  | Non ha gareggiato     |
| Bianco  | Infortunato (INF)     |
| Bianco  | Escluso (ES)          |
| Bianco  | Gara cancellata (C)   |